# Aloe; Mondstuk van die Suid-Afrikaanse Aalwyn- en Vetplant Vereniging
Aloe; Mondstuk van die Suid-Afrikaanse Aalwyn- en Vetplant Vereniging, (abreujat Aloe), és una revista amb descripcions botàniques que és editada a Sud-àfrica des de l'any 1963 amb el nom d'Aloe; Mondstuk van die Suid-Afrikaanse Aalwyn- en Vetplant Vereniging. Journal of the South African Aloe and Succulent Society. Pretoria.